# 해리 포터와 비밀의 방
《해리 포터와 비밀의 방》(Harry Potter and the Chamber of Secrets)은 조앤 롤링의 《해리 포터》 시리즈의 두 번째 책이다. 영국에서는 1998년 7월 2일, 미국에서는 1999년 6월 2일 출간되었다. 영화로도 제작되어 2002년 11월 15일 개봉하였다.

## 줄거리

### 1권
해리는 더즐리 집에서 편지 하나 없는 최악의 여름을 보내고 있었다. 이때 도비가 나타나 그에게 호그와트로 돌아가지 말 것을 경고했으나 해리는 도비가 자신의 편지를 가로챘다는 것에 분노해  무시했고, 결국 도비의 소행으로 마법부의 편지를 받아 더즐리 집 작은 방에 감금되는 수난을 겪는다. 하지만 4일 만에 친구인 론과 쌍둥이 형제 프레드와 조지의 도움으로 빠져나와 버로우로 떠남으로써 자유를 얻었다. 그리고 다이애건 앨리로 가던 중 녹턴 앨리에 보진과 버크 가게에 떨어진 해리, 거기서 보진 씨에게 무언가를 팔러 온 말포이 부자(父子)를 본다. 겨우 가게를 빠져 나온 해리는 해그리드를 보고 놀란다. 다이애건 앨리에서 필요한 것을 사던 해리와 론과 헤르미온느는 나머지 책을 사려고 플러리쉬와 블러트 서점에 들어간다. 해리는 질데로이 록하트에게 사인을 받으려고 서있는 지니와 위즐리 부인 옆에 서다가 록하트 눈에 띄어 해리는 뜻하지 않게 예언자 일보 제1면에 실린다. 그걸 질투한 말포이는 놀리는 말을 뱉는다. 결국 그것이 말포이 씨와 위즐리 씨의 싸움으로 번져, 서점은 엉망진창이 된다. 겨우 해그리드가 말려, 두 사람은 싸움을 멈추고 집으로 돌아간다. 호그와트로 갈 준비를 마치고 해리와 위즐리 형제들과 지니와 함께 킹스 크로스 역으로 간다. 하지만 호그와트로 가는 길에 갑자기 개찰구가 막혀, 결국 해리와 론은 날아 다니는 포트앵글리아를 타고 호그와트로 돌아왔지만 되받아치는 나무에 추락하여 사태가 심각해진다. 겨우 퇴학당하지 않고 돌아온 해리와 론은 버드나무를 치료한 스프라우트 교수가 상처를 입은 것을 보고 죄책감을 느낀다. 
새로운 어둠에 마법 방어술 교수 질데로이 록하트는 해리의 말은 듣지 않고 판단해, 해리를 난처하게 만든다. 그러던 어느 날 해리는 닉과의 약속으로 친구들과 함께 닉의 사망일 파티에 가고, 돌아오던 중 갑자기 들리는 소리를 따라가다 필치에 고양이가 죽은듯이 가만히 있는 걸 본다. 필치가 해리를 발견하여 해리는 필치에 의심에 시달린다. 해리, 론, 헤르미온느는 말포이를 의심해, 록하트 교수를 속여 사인을 받아낸 후, 폴리주스 마법약을 만들기 시작한다.
그날 11시, 슬리데린 팀 모두 최신형 빗자루 모델인 님부스 2001을 갖고 있는 불리한 상황에서 그리핀도르는 경기를 시작한다. 하지만 한 블러저가 자꾸 해리를 공격하여 상황은 더욱 불리해진다. 결국 해리는 블러저에 맞아 오른팔이 부러진다. 하지만 해리는 스니치를 잡았고, 바로 기절한다. 해리가 깼을 때는 아직도 운동장에 있었고, 록하트 교수는 해리의 팔을 고치려다가 오른팔의 뼈를 완전히 없애 버린다. 병동으로 간 해리는 그날 밤 도비를 다시 만나게 되고 개찰구를 막고, 블러저를 조작한 게 도비라는 것을 알게된다. 그런 다음, 갑자기 덤블도어와 맥고나걸 교수가 들이닥치고, 해리는 콜린 크리비가 습격당했다는 걸 알게 된다.

### 2권
설상가상으로 지니까지 슬리데린의 후계자에게 납치당했다는 소식이 들리자 호그와트 폐쇄론까지 제기된다. 이에 해리는 비밀의 방의 진상을 조사하기 위해 볼드모트의 호크룩스 중의 하나인 일기장을 꺼내 '비밀의 방에 대해 아니?'라고 쓰고, 그 일기장에서의 장면을 본 해리는 톰 리들이 해그리드를 잡아내는 장면을 보고는 그가 비밀의 방을 열었다고 생각하지만 그것이 아니라는 것은 곧 밝혀진다. 톰 리들이  해그리드를 모함함으로써 그를 퇴학시켜 아즈카반에 보내도록 한 것이다. 사태를 알아차린 이들은 슬리데린의 후계자를 추적한 끝에 그 후계자가 톰 리들이라는 것을 알아내고, 해리는 론과 함께 론의 동생 지니를 구출하기 위해 비밀의 방으로 내려가게 된다.
해리와 론은 론의 동생인 지니를 슬리데린의 후계자에게서 구출하기 위해 록허트 교수와 함께 비밀의 방으로 내려가게 된다. 그러던 중 록허트 교수는 자신이 론의 지팡이를 빼앗아 기억력 마법을 론과 해리에게 사용하려고 하지만, 고장난 론의 지팡이는 주문을 거꾸로 쏘아 오히려 록허트가 기억을 잃게 된다. 록허트의 주문 탓에 돌덩이가 해리와 론을 가로막고, 록허트 교수와 론이 함께 있는 동안 해리는 혼자서 지니를 구하러 가기로 결심한다.
비밀의 방 안에서 해리는 쓰러진 지니를 발견하고, 톰 리들은 해리에게 지니가 몇 달 동안 자신에게 일기를 써왔으며, 지니는 자신에게 조종당해 바실리스크로 하여금 머글 태생들을 습격하게 했다는 사실을 알려준다. 지니는 겁에 질려서 톰 리들의 일기장을 버렸으나, 해리가 그의 일기장을 발견하자 자신이 무의식중에 한 일이 밝혀질까 두려워 그 일기장을 다시 훔쳤던 것이다. 리들은 그 틈을 놓치지 않고 지니를 비밀의 방으로 내려오게 했고, 점점 더 윤곽이 뚜렷해졌다. 리들은 자신의 이름인 톰 마볼로 리들(TOM MARVOLO RIDDLE)을 재배열해서 '나는 볼드모트 경이다'(I AM LORD VOLDEMORT)라는 글자를 만들어냄으로써 자신이 바로 볼드모트라는 것을 밝힌다.
톰 리들은 바실리스크로 하여금 해리를 죽이라는 명령을 내린다. 그때, 덤블도어의 불사조, 퍽스가 나타나서 바실리스크의 눈을 멀게 만든다. 퍽스는 마법의 모자를 해리의 발치에 떨어뜨리고, 해리는 모자에서 그리핀도르의 검을 꺼내 바실리스크를 죽이나, 바실리스크의 송곳니가 그의 팔에 깊숙이 박히게 된다. 그러나 불사조 퍽스의 눈물은 해리의 상처를 치료하였고, 해리는 일기장을 파괴하고 지니를 구출한다. 
해리와 지니는 론과 기억을 잃은 록허트 교수와 합류해 퍽스의 날개를 잡고 비밀의 방에서 탈출한다. 지니는 덤블도어의 사무실에서 부모님과 재회해 병동으로 향하고, 덤블도어는 론과 해리에게 각각 기숙사 점수 200점씩을 부여한다. 그때, 드레이코 말포이의 아버지, 루시우스 말포이가 나타나고, 해리는 덤블도어에게 루시우스가 서점에서 위즐리 가족과 마주쳤을 때 지니의 책 사이에 몰래 일기장을 집어넣은 사실을 밝힌다.
루시우스가 분노하며 덤블도어의 사무실을 나가자, 해리는 그를 쫓아가 일부러 도비를 해방시키도록(즉, 도비에게 양말을 던지도록) 유도한다. 그 후 루시우스 말포이는 이사 자리에서 파면을 당하고, 시험은 취소되었으며, 그리핀도르는 2년 연속 기숙사 우승컵을 차지한다. 한편, 기억을 잃은 록허트 교수는 성 뭉고 병원에 치료를 받으러 가게 되어, 1년마다 어둠의 마법 방어술 교수가 떠나는 일이 이번에도 벌어졌다.

## 장별 제목
1. The Worst Birthday (최악의 생일)
2. Dobby's Warning (도비의 경고)
3. The Burrow (버로우)
4. At Flourish and Blotts (플러리쉬와 블러트 서점에서)
5. The Whomping Willow (커다란 버드나무)
6. Gilderoy Lockhart (질데로이 록허트)
7. Mudbloods and Murmurs (잡종과 속삭임)
8. The Deathday Party (사망일 파티)
9. The Writing on the Wall (벽면에 쓰인 경고)
10. The Rogue Bludger (악당 블러저)
11. The Dueling Club (결투 클럽)
12. The Polyjuice Potion (폴리주스 마법의 약)
13. The Very Secret Diary (비밀 일기)
14. Cornelius Fudge (코넬리우스 퍼지)
15. Aragog (아라고그)
16. The Chamber of Secrets (비밀의 방)
17. The Heir of Slytherin (슬리데린의 후계자)
18. Dobby's Reward (도비의 보답)